# Madinat ash Shamal (ciudad)
Madinat ash Shamal (en árabe الشمال , traducido como Ciudad del Norte) es la ciudad capital del Municipio de Al Shamal. Está ubicada al extremo más boreal de Catar y sus costas son bañadas por las aguas del golfo Pérsico.
La fecha de fundación de la ciudad es incierta, pero los documentos históricos afirman que inició en 1970 como un sitio de paso entre los pueblos comerciales de Abu Dhalouf y Ar Ru'ays por orden del gobierno de los Estados de la Tregua (al que Catar estaba unido). El incipiente pueblo fue nutriéndose hasta llegar a ser considerada adecuada para ser una ciudad capital de Al Sahamal desde 2005. En 2015 el emir y jefe de Estado Tamim bin Hamad Al Thani anunció que la ciudad sería una de las sedes de la Copa Mundial de Fútbol de 2022 con el Estadio Al-Shamal como protagonista.